# Obsesia (film din 1976)
Obsesia (titlu original: Obsession) este un film american  thriller psihologic neo-noir din 1976 regizat de Brian De Palma. Rolurile principale au fost interpretate de actorii Cliff Robertson, Geneviève Bujold și John Lithgow. Scenariul a fost scris de Paul Schrader, după o povestiree a lui De Palma și Schrader. De Palma s-a inspirat din filmul lui Alfred Hitchcock Amețeala.

## Distribuție
- Cliff Robertson - Michael Courtland
- Geneviève Bujold - Elizabeth Courtland
- John Lithgow - Robert La Salle
- Sylvia Kuumba Williams - Judy (ca Sylvia 'Kuumba' Williams)
- Wanda Blackman - Amy Courtland
- J. Patrick McNamara - Third Kidnapper (ca Patrick McNamara)
- Stanley J. Reyes - Insp. Brie
- Nick Krieger - Farber
- Stocker Fontelieu - Dr. Ellman
- Don Hood  - Ferguson
- Andrea Esterhazy - D'Annunzio
- Thomas Carr - Paper Boy
- Tom Felleghy - Italian Businessman
- Nella Simoncini Barbieri - Mrs. Portinari
- John Creamer - Justice of the Peace
- Regis Cordic - Newscaster
- Loraine Despres - Jane
- Clyde Ventura - Ticket Agent